# Ngô Thanh Nguyên
Ngô Thanh Nguyên (tiếng Trung: 吳清源) (12 tháng 6 năm 1914 – 30 tháng 11 năm 2014), thường được biết đến với tên gọi Go Seigen (ご せいげん) - tên gọi theo âm onyomi của tiếng Nhật là một kỳ thủ cờ vây chuyên nghiệp nổi tiếng của Nhật Bản, với xuất xứ là người Trung Quốc. Ông được nhiều người đánh giá là kỳ thủ cờ vây nổi tiếng nhất thế kỷ XX.

## Tiểu sử

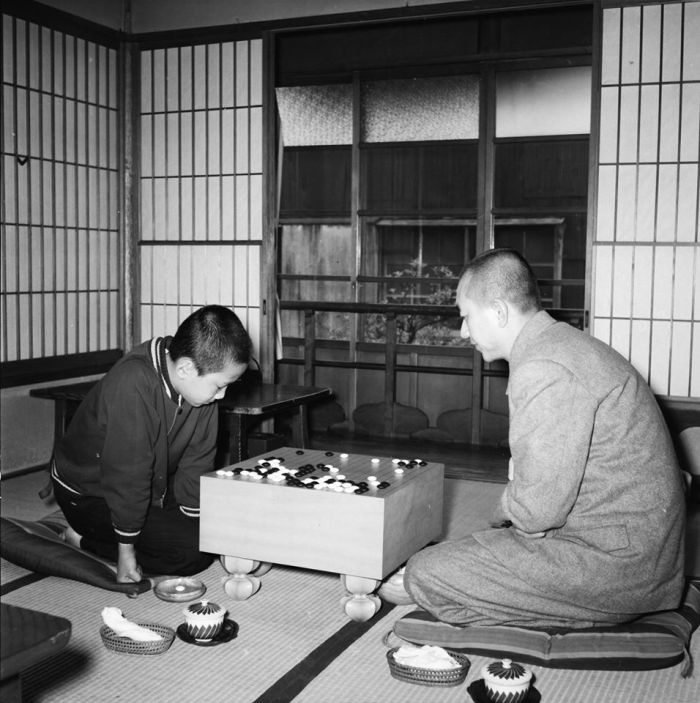
Go Seigen đang giảng cho học trò Rin Kaiho

Go Seigen sinh ngày 19 tháng 5 năm 1914 tại Mân Hầu, một huyện thuộc tỉnh Phúc Kiến, đông nam Trung Quốc. Ông bắt đầu chơi cờ vây từ năm lên 9 tuổi, một độ tuổi khá muộn so với các kỳ thủ chuyên nghiệp khác (có thể so sánh với Hon'inbo Dosaku học chơi cờ lúc 7 tuổi, Hon'inbo Shūsaku học khi chưa đầy 6 tuổi). Go Seigen đến với cờ vây qua những bài học của cha mình, là một học trò của Hon'inbo Shuho khi du học tại Nhật Bản.
Go Seigen nhanh chóng trở nên xuất sắc và sớm được biết đến như một thần đồng cờ vây. Khi được 12 tuổi – chưa đầy ba năm sau khi bắt đầu học chơi cờ vây – sức cờ của ông đã ngang với những kỳ thủ chuyên nghiệp, bằng chứng là trận đấu với Iwamoto Kaoru, 6p, người thăm Trung Quốc vào năm 1926. Năm sau đó, ông đã có cơ hội thủ hòa được với Inoue Kohei, 5 phút trong một trận đấu hai trận. Vào năm 1928, khi mới 14 tuổi, ông đã hai lần đánh bại kỳ thủ chuyên nghiệp Hashimoto Utaro, 4p. Danh tiếng của Go Seigen đã lan đến Nhật Bản, quốc gia có trình độ cờ vây cao nhất thế giới lúc bấy giờ, và một cuộc vận động được bắt đầu để mang (bring) ông đến Nhật Bản. Go Seigen di cư đến Nhật Bản vào năm 1928 theo lời mời của Nam tước Ōkura Kihachirō và Inukai Tsuyoshi (sau này là Thủ tướng Nhật Bản) và bắt đầu bước vào con đường chuyên nghiệp. Segoe Kensaku, người cũng là thầy của Hashimoto Utaro và Cho Hunhyun là thầy của ông trong thời gian này.
Từ đó, Go Seigen sớm bắt đầu tiến dần lên các vị trí cao trong giới chuyên nghiệp. Khi được 18 tuổi, ông đã ở một vị trí khá cao, và rất hiếm có các kỳ thủ có trình độ tương tự. Năm 1933, cùng với người bạn thân Kitani Minoru, ông đã phát triển và phổ biến những khai cuộc kiểu mới (Shinfuseki), phá vỡ các nguyên tắc khai cuộc đã lỗi thời. Đây có thể coi là cống hiến quan trọng nhất mà Go Seigen cùng với Kitani Minoru đã thực hiện được, cả hai đều được thừa nhận là cha đẻ của cờ vây hiện đại.
Bắt đầu từ năm 1939, Go Seigen bắt đầu một loạt trận đấu jubango ngoạn mục với các kỳ thủ cờ vây cấp cao, chứng tỏ trình độ và ưu thế áp đảo của ông một cách thuyết phục.
Go Segen chỉ có duy nhất một học trò, Rin Kaiho – Thiên Nguyên danh dự.

## Nghỉ hưu và qua đời
Mùa hè năm 1961, Go Seigen bị một chiếc xe mô tô tông vào và phải nằm viện hai tháng. Ông tiếp tục phải nằm viện trong một khoảng thời gian dài hơn một năm sau đó. Ông bị tổn thương thần kinh, và điều này dẫn đến hậu quả là sự dẻo dai cũng như độ tập trung của bản thân ông nhanh chóng giảm sút. Vụ tai nạn đã đánh dấu khởi đầu của sự kết thúc sự nghiệp của Go Seigen, khi ông không thể thi đấu một cách hiệu quả trong các trận đấu dài mệt mỏi do các triệu chứng buồn nôn và chóng mặt. Dần dần, Go Seigen thi đấu ít hơn và ít thường xuyên hơn, và bắt đầu bước vào thời kì từ giã sự nghiệp thi đấu chuyên nghiệp từ năm 1964, mặc dù ông không "chính thức" tuyên bố nghỉ hưu cho đến năm 1983.
Sau khi nghỉ hưu, Go Seigen vẫn tham gia hoạt động trong cộng đồng cờ vây bằng cách giảng dạy, viết sách và thúc đẩy sự phát triển của bộ môn cờ vây trên toàn thế giới. Ông là tác giả của một số cuốn sách về cờ vây, một số trong đó bao gồm A Way of Play for the 21st Century (Một phương pháp chơi cờ dành cho thế kỉ 21), Modern Joseki Application Dictionary (Từ điển Định thức Hiện đại), và Fuseki and Middle-game Attack and Defense (Tấn công và phòng thủ trong Bố cục và Trung bàn chiến). Go Seigen đã tổ chức các buổi học với những kỳ thủ chuyên nghiệp khác như O Rissei, Michael Redmond, Rui Naiwei và những kỳ thủ khác.
Năm 1987, Go Seigen được trao danh hiệu Grand Cordon của Huân chương Mặt trời mọc, Đệ tam phẩm, Gold Rays with Neck Ribbon, cho những đóng góp suốt đời của mình cho bộ môn cờ vây.
Năm 1999, ông Teramoto, quản lý của Go Seigen, đã phát biểu với nhà báo về cờ vây Pieter Mioch: "Ông ấy [Go Seigen] là một trong ba kỳ thủ cờ vây vẫn sẽ đáng chú ý trong vài trăm năm nữa. Hai người còn lại là Dosaku (1645 – 1702) và Shusaku (1829 – 1862)."
Vào sáng sớm ngày 30 tháng 11 năm 2014, Go Seigen qua đời do tuổi già tại một bệnh viện ở Odawara, Kanagawa, Nhật Bản, hưởng thọ 100 tuổi.

## Thành tích chuyên nghiệp

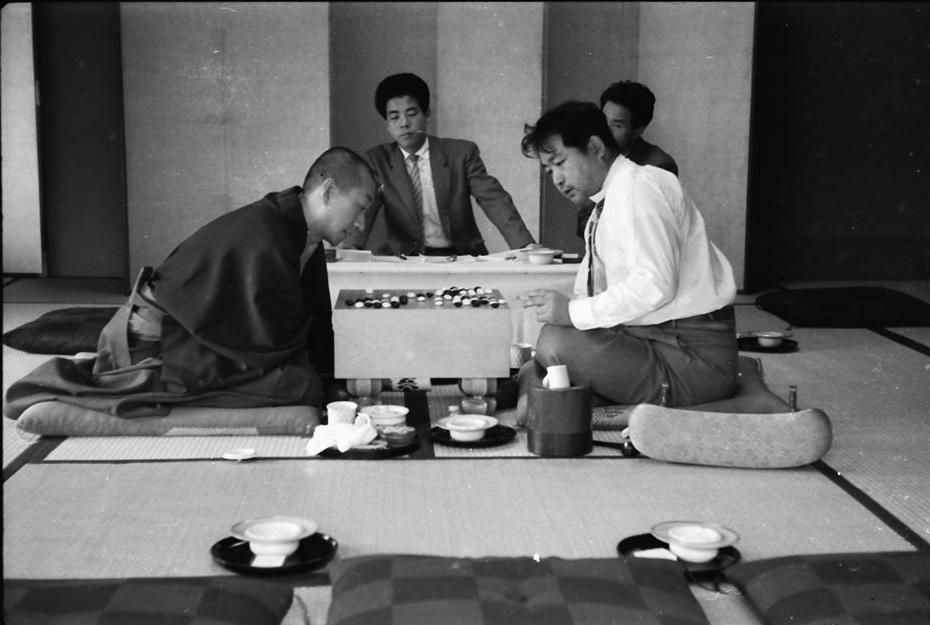
Trận đấu jubango với Fujisawa Kuranosuke (Fujisawa Hosai)

Go Seigen thường được coi là một trong những kỳ thủ cờ vây xuất sắc nhất từng xuất hiện, và cũng được coi như kỳ thủ vĩ đại nhất thế kỉ 20. Ông đã thống trị làng cờ vây trong hơn một phần tư thế kỷ, duy trì một kỷ lục trận đấu xuất sắc và liên tục đánh bại tất cả các kỳ thủ hàng đầu của các ngày trong một loạt các jubango đáng chú ý (loạt trận giữa hai kỳ thủ gồm mười trận), kể cả khi chơi chấp quân. Một số người từng bị đánh bại bao gồm Kitani Minoru, Karigane Junichi, Hashimoto Utaro, Iwamoto Kaoru, Fujisawa Hosai, Sakata Eio và Takagawa Kaku. Go chỉ thua một jubango, và đó là khi đối đầu với Fujisawa Hosai. Tuy nhiên, loạt trận đấu với Fujisawa áp dụng luật lợi thế josen (cầm quân đen trong một ván đấu) trong suốt loạt trận, và Fujisawa chỉ có thể giành phần thắng với tỉ số sít sao 6 - 4. Khoảng mười năm sau, Go Seigen đã báo thù thành công với Fujisawa bằng cách đánh bại ông ta trong hai jubango liên tiếp với số điểm phiến diện lần lượt là 7 – 2 và 5 – 1. Người ta phải lưu ý rằng những loạt jubango này đều được tiến hành mà không áp dụng luật cộng điểm komi, và thực sự điều này cũng áp dụng cho phần lớn các ván cờ mà Go Seigen thi đấu trong suốt sự nghiệp. Go Seigen thắng danh hiệu Oteai sáu lần, và giành chức vô địch trong một giải đấu đặc biệt của Nihon Ki-in vào năm 1933.
Một kỳ phổ trong loạt jubango của Go được trình bày phía dưới.
| Đối thủ                                               | Kết quả | Thời điểm |
| ----------------------------------------------------- | --- | --------- |
| Kitani Minoru 5p                                      | 3 – 3 (bắt đầu như nhau, bị ngừng lại khi Kitani được thăng lên 6p; luật lợi thế không thay đổi)                                                                       | 1933 - 34 |
| Kitani Minoru 7p                                      | 6 – 4 (bắt đầu như nhau, Kitani bị "đánh bật" xuống sen-ai-sen sau 6 trận (5-1))                                                                                       | 1939 - 40 |
| Karigane Junichi 8p                                   | 4 – 1 (bắt đầu như nhau, bị ngừng lại để tránh gây bất lợi cho danh tiếng của Karigane, vì một trận thua nữa sẽ đồng nghĩa với việc Karigane phải chơi với sen-ai-sen) | 1941 - 42 |
| Fujisawa Kuranosuke 6p, sau đổi tên là Fujisawa Hosai | 4 – 6 (bắt đầu với Fujisawa chơi với josen; luật lợi thế không thay đổi)                                                                                               | 1942 - 44 |
| Hashimoto Utaro 8p                                    | 6 – 3 – 1 (bắt đầu như nhau, Hashimoto bị "đánh bật" xuống sen-ai-sen sau 8 trận (6-2))                                                                                | 1946 - 48 |
| Iwamoto Kaoru 8p                                      | 7 – 2 – 1 (bắt đầu như nhau, Iwamoto bị "đánh bật" xuống sen-ai-sen sau 6 trận (5-1))                                                                                  | 1948 - 49 |
| Đối đầu với mười kỳ thủ                               | 8 – 1 – 1 (là một loạt trận đấu 10 trận, nhưng không phải là jubango)                                                                                                  | 1949 - 50 |
| Hashimoto Utaro 8p                                    | 5 – 3 – 2 (bắt đầu với Hashimoto được hưởng lợi thế sen-ai-sen, luật lợi thế không thay đổi)                                                                           | 1950 - 51 |
| Fujisawa Hosai 9p                                     | 7 – 2 – 1 (bắt đầu như nhau, Fujisawa bị "đánh bật" xuống sen-ai-sen sau 9 trận (6-2-1))                                                                               | 1951 - 52 |
| Fujisawa Hosai 9p                                     | 5 – 1 (bị ngừng lại sau khi Fujisawa bị "đánh bật" từ sen-ai-sen xuống josen)                                                                                          | 1952 - 53 |
| Sakata Eio 8p                                         | 6 – 2 (bị ngừng lại sau khi Sakata bị "đánh bật" từ sen-ai-sen xuống josen)                                                                                            | 1953 - 54 |
| Takagawa Kaku 8p                                      | 6 – 4 (bắt đầu như nhau, Takagawa bị "đánh bật" xuống sen-ai-sen sau 8 trận (6-2))                                                                                     | 1955 - 56 |

## Phong cách thi đấu
Go Seigen gây sự chú ý với việc phát triển quân và thi đấu với nhịp độ nhanh, phong cách chiến đấu, phán đoán vị trí và đọc trận đấu một cách chính xác. Ông luôn nhanh chóng xây dựng đất của quân mình, luôn chiếm được các điểm lớn (big point) đầu tiên, và thường xuyên sử dụng ít thời gian trong một trận đấu hơn đối thủ của mình. He was exceptional at using thickness and making large exchanges. Phong cách đọc trận đấu của ông rất nhanh và chính xác, và trực giác cũng như khả năng phán đoán vị trí của ông thường được ca ngợi. Ông cũng được ghi nhận rằng hiếm khi thất bại trong một trận đấu mà ông khởi xướng. Giống như nhiều kỳ thủ khác cùng thời đại, ông rất giỏi trong việc sử dụng Khai cuộc Shuseki, trước khi chuyển sang phong cách của ông sau này.

## Lý thuyết
Ngoài việc là một kỳ thủ vô song trong các trận đấu, Go Seigen cũng có những đóng góp to lớn cho lý thuyết cờ vây, đặc biệt là trong lĩnh vực fuseki - khai cuộc toàn bàn. Ông cũng được biết đến, cùng với Kitani Minoru, là một trong hai người sáng tạo và giải thích hàng đầu của các shinfuseki, một giai đoạn thử nghiệm mang tính cách mạng trong khai cuộc mà rời xa hoàn toàn khỏi những cách thi đấu truyền thống. Go đã chia sẻ một số ý tưởng của mình với Hon'inbo Shuei, cho người mà ông đã dành nhiều sự tôn trọng. Như một kết quả của những đóng góp đáng kể của họ với lý thuyết cờ vây, Go Seigen và Kitani Minoru đều được coi là những người sáng lập cờ vây hiện đại. Ông là người phát minh ra cách đánh đáng chú ý và mang tính cách mạng uchimagari (inward bending) là biến thể của nadare joseki. Nó lần đầu tiên được sử dụng trong một trận đấu với Takagawa Kaku năm 1957.

## Các trận đấu đối đầu với các Hon'inbo
Trong thập niên 1950, ngoài việc tham gia các jubango, Go Seigen tham gia nhiều loạt ba trận đấu đặc biệt với những người giữ danh hiệu Hon'inbo và các kỳ thủ đáng chú ý khác. Đối thủ của ông trong những trận đấu bao gồm nhiều tên tuổi lớn, như Hashimoto Utaro, Sakata Eio, Takagawa Shukaku, và cựu Hon'inbo Iwamoto Kaoru. Go Seigen cũng từng đối đầu với Kubouchi Shuchi, một kỳ thủ đến từ Kansai Ki-in, người có một phong cách cá nhân mạnh mẽ. Trong những trận đấu, Go Seigen đã chứng minh sự thống trị ngang sức ngang tài lên đối thủ của mình. Ông có thành tích đối đầu một cách tuyệt vời trước Takagawa, người từng giành danh hiệu Hon'inbo chín năm liên tiếp. Trong khoảng thời gian từ năm 1951 tới năm 1960, Go thắng tới 22 trận trong số những trận đối đầu, và Takagawa thắng 13 trận. Đến năm 1960, Sakata đã nổi lên như một đối thủ nguy hiểm nhất của Go Seigen, nhưng kết quả các trận đấu của họ từ năm 1950 đến 1960 cũng là tương tự. Go giành 14 chiến thắng so với 9 chiến thắng của Sakata và một jigo, hoặc trận hoà.
Vào thời điểm các trận đấu của ông diễn ra, không có luật komi (trong thời kỳ hiện đại, lợi thế ban đầu của quân đen di chuyển đầu tiên được bù đắp bởi 6,5-7,5 mục bù cho quân trắng, gọi là komi). Trong hoàn cảnh đó, thành tích của Go Seigen càng trở nên nổi bật hơn bao giờ hết, vì ông luôn cầm quân trắng trong hầu hết các trận đấu.

### Trận đấu đáng chú ý với Hon'inbo Shusai

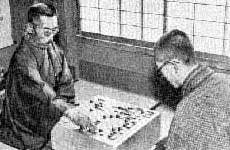
Một ảnh chụp nhanh trận đấu. Bên trái là Hon'inbo Shusai. (Kì phổ của trận đấu này có tại đây.)

Năm 1933, Go Seigen chiến thắng một giải đấu đặc biệt của Nihon Ki-in để có cơ hội tham gia một trận đấu với Hon'inbo Shusai, người đang nắm giữ danh hiệu Meijin - Kỳ nhân. Tại thời điểm đó, Hon'inbo Shusai là hiện thân của quyền lực cao nhất trong giới cờ vây và truyền thống cờ vây ở Nhật Bản. Ngoài kế thừa danh hiệu Hon'inbo, ông cũng là người nắm giữ một vị trí uy tín của Meijin. Trận đấu giữa Go Seigen và Shusai do đó được đánh giá rất cao. Báo chí nghĩ rằng nó sẽ là một ý tưởng kinh doanh tốt để công bố công khai trận đấu như một cuộc đối đầu giữa Nhật Bản và Trung Quốc. Như một hệ quả, Go Seigen trở thành một nạn nhân bất hạnh của chủ nghĩa dân tộc Nhật Bản lúc đó đang phát triển mạnh. Trước và trong trận đấu, ông thường bị quấy rối và đe dọa bởi những người theo chủ nghĩa dân tộc, và các cửa sổ ngôi nhà của ông đã bị đập vỡ.
Trận đấu được tổ chức vào ngày 16 tháng 10 năm 1933, với Go Seigen cầm quân đen và kéo dài trong thời gian gần ba tháng. Trong khai cuộc của trận đấu, Go Seigen tạo ra một bất ngờ bằng việc đi ba nước đầu vào điểm 3 – 3 (tam tam), 4 – 4 (điểm sao) và điểm chính giữa (thiên nguyên). Đây là một khai cuộc fuseki chưa bao giờ xuất hiện trong một trận đấu chuyên nghiệp, và các tờ báo đăng tin sự kiện ghi nhận doanh thu hàng đầu cả trong suốt trận đấu. Điều này đánh dấu một trong những sự kiện khởi xướng thúc đẩy phong trào "Shin Fuseki" bước vào giai đoạn phổ biến.
| \| \| \| \| \| \| \| \| \| \| \| \| \| \| \| \| \| \| \| \| \| \| \| \| \| \| \| \| \| \| \| \| \| \| \| \| \| \| \| \| \| \| \| \| \| \| \| \| \| \| \| \| \| \| \| \| \| \| \| \| \| \| \| \| \| \| \| \| \| \| \| \| \| \| \| \| \| \| \| \| \| \| \| \| \| \| \| \| \| \| \| \| \| \| \| \| \| \| \| \| \| \| \| \| \| \| \| \| \| \| \| \| \| \| \| \| \| \| \| \| \| \| \| \| \| \| \| \| \| \| \| \| \| \| \| \| \| \| \| \| \| \| \| \| \| \| \| \| \| \| \| \| \| \| \| \| \| \| \| \| \| \| \| \| \| \| \| \| \| \| \| \| \| \| \| \| \| \| \| \| \| \| \| \| \| \| \| \| \| \| \| \| \| \| \| \| \| \| \| \| \| \| \| \| \| \| \| \| \| \| \| \| \| \| \| \| \| \| \| \| \| \| \| \| \| \| \| \| \| \| \| \| \| \| \| \| \| \| \| \| \| \| \| \| \| \| \| \| \| \| \| \| \| \| \| \| \| \| \| \| \| \| \| \| \| \| \| \| \| \| \| \| \| \| \| \| \| \| \| \| \| \| \| \| \| \| \| \| \| \| \| \| \| \| \| \| \| \| \| \| \| \| \| \| \| \| \| \| \| \| \| \| \| \| \| \| \| \| \| \| \| \| \| \| \| \| \| \| \| \| \| \| \| \| \| \| \| \| \| \| \| \| \| \| \| \| \| \| \| \| \| \| \| \| \| \| \| \| \| \| \| \| \| \| \| \| \| \| \| \| \| \| \| \| \| \| \| \| \| \| |  |  |  |  |  |  |  |  |  |  |  |  |  |  |  |  |  |  |
| Go Seigen (quân đen) v. Hon'inbo Shusai, với khai cuộc shinfuseki |  |  |  |  |  |  |  |  |  |  |  |  |  |  |  |  |  |  |
| |  |  |  |  |  |  |  |  |  |  |  |  |  |  |  |  |  |  |
| |  |  |  |  |  |  |  |  |  |  |  |  |  |  |  |  |  |  |
| |  |  |  |  |  |  |  |  |  |  |  |  |  |  |  |  |  |  |
| |  |  |  |  |  |  |  |  |  |  |  |  |  |  |  |  |  |  |
| |  |  |  |  |  |  |  |  |  |  |  |  |  |  |  |  |  |  |
| |  |  |  |  |  |  |  |  |  |  |  |  |  |  |  |  |  |  |
| |  |  |  |  |  |  |  |  |  |  |  |  |  |  |  |  |  |  |
| |  |  |  |  |  |  |  |  |  |  |  |  |  |  |  |  |  |  |
| |  |  |  |  |  |  |  |  |  |  |  |  |  |  |  |  |  |  |
| |  |  |  |  |  |  |  |  |  |  |  |  |  |  |  |  |  |  |
| |  |  |  |  |  |  |  |  |  |  |  |  |  |  |  |  |  |  |
| |  |  |  |  |  |  |  |  |  |  |  |  |  |  |  |  |  |  |
| |  |  |  |  |  |  |  |  |  |  |  |  |  |  |  |  |  |  |
| |  |  |  |  |  |  |  |  |  |  |  |  |  |  |  |  |  |  |
| |  |  |  |  |  |  |  |  |  |  |  |  |  |  |  |  |  |  |
| |  |  |  |  |  |  |  |  |  |  |  |  |  |  |  |  |  |  |
| |  |  |  |  |  |  |  |  |  |  |  |  |  |  |  |  |  |  |
| |  |  |  |  |  |  |  |  |  |  |  |  |  |  |  |  |  |  |
| |  |  |  |  |  |  |  |  |  |  |  |  |  |  |  |  |  |  |

Trận đấu kết thúc với Hon'inbo Shusai chiến thắng với hai mục hơn. Tuy nhiên, chiến thắng của ông bị bao quanh bởi những tranh cãi. Vào thời điểm trận đấu diễn ra, truyền thống bắt buộc người chơi giữ quân trắng có quyền hoãn trận đấu bất cứ lúc nào, và chưa có việc niêm phong các nước đi trước khi hoãn. Điều này có nghĩa rằng Shusai, là kỳ thủ mạnh hơn trên danh nghĩa và do đó giữ quân trắng, có thể tạm hoãn trận đấu bất cứ khi nào đến lượt mình và tiếp tục cân nhắc về nước đi ở nhà trước khi trận đấu tiếp tục. Shusai lạm dụng đặc quyền này một cách đáng xấu hổ bằng việc dời lại trận đầu hơn mười hai lần, tất cả đều tại thời điểm đến lượt của ông. Ví dụ, vào ngày thứ tám của trận đấu, Shusai đi nước đầu tiên, và Go Seigen đáp trả trong hai phút, sau đó Shusai đã nghĩ ngợi trong vòng ba giờ rưỡi, chỉ đển trì hoãn trận đấu. Một điều không giấu diếm là Shusai, trong suốt thời gian hoãn trận đấu, thảo luận và nghiên cứu trận đấu với các học trò của mình để đưa ra những nước đi tốt nhất. Go Seigen, do vậy, đã bị đưa vào một vị trí đặc biệt bất lợi cho việc phải chiến đấu với toàn bộ tập hợp người thân cận của Hon'inbo.
Shusai thi đấu rất chậm chạp trong suốt trận đấu, cho đến ngày thứ 13 của trận đấu, ông đã thực hiện một nước đi phi thường (W160) mà trong một nước đi duy nhất đã đưa ông trở lại trận đấu và đảm bảo một chiến thắng cho ông. Tuy nhiên, có tin đồn rộng rãi rằng nước đi này không chỉ là do Shusai mà còn là đóng góp của học trò ông - Maeda Nobuaki - là tác giả của nước đi khéo léo này. Ngay cả bản thân Maeda cũng đã phát biểu ám chỉ rằng nước đi này thực sự là ý tưởng của mình. Nhiều năm sau, khi trình bày với các cơ hội để vạch trần tin đồn này, Maeda không xác nhận cũng không phủ nhận điều đó. Trận đấu đó sau này được biết với tên gọi Trận đấu của thế kỷ.
| \| \| \| \| \| \| \| \| \| \| \| \| \| \| \| \| \| \| \| \| \| \| \| \| \| \| \| \| \| \| \| \| \| \| \| \| \| \| \| \| \| \| \| \| \| \| \| \| \| \| \| \| \| \| \| \| \| \| \| \| \| \| \| \| \| \| \| \| \| \| \| \| \| \| \| \| \| \| \| \| \| \| \| \| \| \| \| \| \| \| \| \| \| \| \| \| \| \| \| \| \| \| \| \| \| \| \| \| \| \| \| \| \| \| \| \| \| \| \| \| \| \| \| \| \| \| \| \| \| \| \| \| \| \| \| \| \| \| \| \| \| \| \| \| \| \| \| \| \| \| \| \| \| \| \| \| \| \| \| \| \| \| \| \| \| \| \| \| \| \| \| \| \| \| \| \| \| \| \| \| \| \| \| \| \| \| \| \| \| \| \| \| \| \| \| \| \| \| \| \| \| \| \| \| \| \| \| \| \| \| \| \| \| \| \| \| \| \| \| \| \| \| \| \| \| \| \| \| \| \| \| \| \| \| \| \| \| \| \| \| \| \| \| \| \| \| \| \| \| \| \| \| \| \| \| \| \| \| \| \| \| \| \| \| \| \| \| \| \| \| \| \| \| \| \| \| \| \| \| \| \| \| \| \| \| \| \| \| \| \| \| \| \| \| \| \| \| \| \| \| \| \| \| \| \| \| \| \| \| \| \| \| \| \| \| \| \| \| \| \| \| \| \| \| \| \| \| \| \| \| \| \| \| \| \| \| \| \| \| \| \| \| \| \| \| \| \| \| \| \| \| \| \| \| \| \| \| \| \| \| \| \| \| \| \| \| \| \| \| \| \| \| \| \| \| \| \| \| \| \| |  |  |  |  |  |  |  |  |  |  |  |  |  |  |  |  |  |  |
| Go Seigen (quân đen) v. Hon'inbo Shusai, W160={\displaystyle \triangle }, B161={\displaystyle \triangle } |  |  |  |  |  |  |  |  |  |  |  |  |  |  |  |  |  |  |
| |  |  |  |  |  |  |  |  |  |  |  |  |  |  |  |  |  |  |
| |  |  |  |  |  |  |  |  |  |  |  |  |  |  |  |  |  |  |
| |  |  |  |  |  |  |  |  |  |  |  |  |  |  |  |  |  |  |
| |  |  |  |  |  |  |  |  |  |  |  |  |  |  |  |  |  |  |
| |  |  |  |  |  |  |  |  |  |  |  |  |  |  |  |  |  |  |
| |  |  |  |  |  |  |  |  |  |  |  |  |  |  |  |  |  |  |
| |  |  |  |  |  |  |  |  |  |  |  |  |  |  |  |  |  |  |
| |  |  |  |  |  |  |  |  |  |  |  |  |  |  |  |  |  |  |
| |  |  |  |  |  |  |  |  |  |  |  |  |  |  |  |  |  |  |
| |  |  |  |  |  |  |  |  |  |  |  |  |  |  |  |  |  |  |
| |  |  |  |  |  |  |  |  |  |  |  |  |  |  |  |  |  |  |
| |  |  |  |  |  |  |  |  |  |  |  |  |  |  |  |  |  |  |
| |  |  |  |  |  |  |  |  |  |  |  |  |  |  |  |  |  |  |
| |  |  |  |  |  |  |  |  |  |  |  |  |  |  |  |  |  |  |
| |  |  |  |  |  |  |  |  |  |  |  |  |  |  |  |  |  |  |
| |  |  |  |  |  |  |  |  |  |  |  |  |  |  |  |  |  |  |
| |  |  |  |  |  |  |  |  |  |  |  |  |  |  |  |  |  |  |
| |  |  |  |  |  |  |  |  |  |  |  |  |  |  |  |  |  |  |
| |  |  |  |  |  |  |  |  |  |  |  |  |  |  |  |  |  |  |

Năm năm sau đó vào năm 1938, Kitani Minoru - người bạn thân nhất của Go Seigen cũng thi đấu một trận đấu đáng chú ý đối với Honinbo Shusai (xem tác phẩm Kỳ nhân của Kawabata Yasunari). Do ảnh hưởng không nhỏ từ những điều được chứng kiến từ trận đấu của Go Seigen với Shusai trước đó, Kitani Minoru yêu cầu các nước đi được niêm phong trước mỗi lần tạm hoãn. Ban đầu, phe của Shusai chống lại điều này, nhưng Kitani kịch liệt giữ nguyên tắc này của mình, và Shusai cuối cùng phải chấp nhận. Kitani thắng trận đấu với một cách biệt rộng rãi 5 mục.

## Trong văn hoá đại chúng
Năm 2006, đạo diễn Trung Quốc Điền Tráng Tráng đã làm một bộ phim tiểu sử đoạt giải thưởng về Go Seigen mang tên The Go Master, trong đó diễn viên người Đài Loan Trương Chấn thủ vai chính Go Seigen.
Trong một bộ phim khác, An Unfinished Game, một sản phẩm hợp tác Trung-Nhật năm 1982, cuộc đời của một trong các nhân vật có nét tương đồng với cuộc đời của Go Seigen. Bộ phim đánh dấu kỷ niệm 10 năm thiết lập quan hệ ngoại giao giữa Nhật Bản và Cộng hòa Nhân dân Trung Hoa. Bộ phim này được gọi một cách không chính thức là The Go Masters ở Mỹ, và cũng là một bộ phim đoạt giải.

## Thành tích thứ hạng chuyên nghiệp
| Hạng  | Năm  | Chú thích                                                       |
| ----- | ---- | --------------------------------------------------------------- |
| 1 dan |      | (Được phong 3 dan khi trở thành kỳ thủ chuyên nghiệp.)          |
| 2 dan |      | (Được phong 3 dan khi trở thành kỳ thủ chuyên nghiệp.)          |
| 3 dan | 1929 | Việc xếp hạng được trao sau khi một loạt các trận đấu đánh giá. |
| 4 dan | 1930 |                                                                 |
| 5 dan | 1932 |                                                                 |
| 6 dan | 1934 |                                                                 |
| 7 dan | 1939 |                                                                 |
| 8 dan | 1942 |                                                                 |
| 9 dan | 1950 | Thông qua đề nghị đặc biệt của Nihon Ki-in.                     |

## Các chiến thắng và các lần về nhì
Go thường không được phép hoặc không được mời tham gia vào các giải đấu của Nhật Bản trong thời điểm đó vì lý do chính trị liên quan đến nguồn gốc của mình. Ngoài ra, một nửa sự nghiệp của Go bắt đầu trước khi làn sóng các trận tranh danh hiệu trỗi dậy. Do đó, có rất ít các danh hiệu hoặc chức vô địch giải đấu mang tên ông. Mặc dù vậy, sức mạnh của ông được thể hiện khéo léo nhất trong các trận đấu đối đầu trực tiếp nổi tiếng với các địch thủ của mình trong thời gian đó.
| Danh hiệu                                        | Chiến thắng                                                                                        | Về nhì                                           |
| ------------------------------------------------ | -------------------------------------------------------------------------------------------------- | ------------------------------------------------ |
| Vô địch nội dung 6-dan Oteai                     | 1936                                                                                               |                                                  |
| All-Japan Go Championship                        | | 1935                                             |
| Japan Championship (Sự kiện của Yomiuri Shinbun) | 1933                                                                                               |                                                  |
| NHK Cup                                          | | 1976                                             |
| Meijin cũ                                        | | 1962                                             |
| Oteai                                            | 1930 (mùa thu), 1931 (mùa thu), 1932 (mùa xuân), 1933 (mùa thu), 1935 (mùa xuân), 1942 (mùa xuân), | 1932 (mùa thu), 1933 (mùa xuân), 1934 (mùa xuân) |
| Saikyo                                           | 1958, 1961 (chia sẻ với Sakata Eio)                                                                |                                                  |

## Vinh danh
| Giải thưởng                        | Năm   |
| ---------------------------------- | ----- |
| Thành viên danh dự của Nihon Ki-in | 1983? |
| Giải thưởng Okura                  | 1967  |